# Jin Sun-yu
Jin Sun-yu (hangŭl 진선유; Daegu, 17 dicembre 1988) è una pattinatrice di short track sudcoreana.
È stata la vincitrice della medaglia d'oro nei 1500 metri e della medaglia di bronzo nei 1000 metri al campionato del mondo del 2005. Ha vinto inoltre la classifica di coppa del mondo nella stagione 2005-2006.

## Biografia
Alle Olimpiadi di Torino 2006, Jin (a soli diciassette anni) vince tre medaglie d'oro, primo atleta sudcoreano in assoluto a riuscirci nella stessa edizione dei giochi olimpici invernali. Ha conquistato le tre medaglie nei 1000 metri, nei 1500 metri e nei 3000 metri a squadre. Nella gara dei 500 metri non è invece riuscita a superare i quarti di finale.
Ai campionati mondiali di Milano 2007 ha vinto la gara dei 1000 e dei 3000 metri, oltre i 3000 metri staffetta, ed è giunta seconda nella gara dei 1500 metri. Questi risultati le hanno permesso di aggiudicarsi la classifica generale del torneo.

## Palmarès

### Giochi olimpici invernali
- 3 medaglie:
  - 3 ori (1000 m, 1500 m, 3000 m staffetta a Torino 2006)

### Campionati mondiali di short track
- 14 medaglie:
  - 10 ori (generale, 1500 m a Pechino 2005; generale, 1000 m, 1500 m, 3000 m a Minneapolis 2006; generale, 1000 m, 3000 m, staffetta a Milano 2007)
  - 3 argenti (1000 m, 3000 m a Pechino 2005; 1500 m a Milano 2007)
  - 1 bronzo (staffetta a Pechino 2005)

### Campionati mondiali di short track a squadre
- 3 medaglie:
  - 3 ori (Chuncheon 2005, Montréal 2006, Budapest 2007)